# Praia de Cepães
Praia de Cepães é uma praia situada na freguesia de Marinhas, Município de Esposende e distrito de Braga.